# David Chidgey
David William George Chidgey, Baron Chidgey (sedan 2005), född 9 juli 1942 i Basingstoke i Hampshire, död 15 februari 2022, var en brittisk parlamentsledamot för Liberaldemokraterna från 1994 till 2005. Han representerade valkretsen Eastleigh sedan 1994, då han vann i ett fyllnadsval. Han kandiderade inte i valet 2005, utan utnämndes till Baron Chidgey och tog plats i överhuset.